# Parallel Graphics
Parallel Graphics Ltd trd as Cortona3D — компания, разрабатывающая программное обеспечение для создания 2D- и 3D- документации для производства и послепродажного обслуживания техники. Предшественником компании Parallel Graphics было одно из подразделений «Параграфа». Компания «ПараГраф» в 1997 году была приобретена компанией Silicon Graphics, но впоследствии отдел Silicon Graphics, занимавшийся 3D-графикой и состоящий из сотрудников «ПараГрафа», был выкуплен руководством у Silicon Graphics и преобразован в самостоятельную компанию.

…московскую команду бывшего «ПараГрафа» SGI предложила выкупить самому менеджменту, то есть Георгию Пачикову. <>. Таким образом, брат Степана оказался полноправным владельцем собственной компании в Москве, и ему предстояло теперь самому искать новые источники дохода, чтобы сохранить бизнес. Новая компания получила название Parallel Graphics.
— Отрывок из книги Максима Котина «Пионеры Кремниевой долины»
Основные направления деятельности компании — трёхмерная графика, в том числе в Интернете, и продукты на основе трёхмерных технологий для разработки интерактивных электронных технических руководств (ИЭТР) по обслуживанию и ремонту, интерактивных 3D и 2D каталогов запасных частей, учебных курсов. В основе решения лежит повторное использование уже имеющихся на предприятии 3D-моделей, CAD- и PDM- и ERP-данных.
Наиболее известные заказчики — Boeing, Европейское космическое агентство, МКС, Airbus, Rolls Royce, Камаз. По заказу Boeing был создан программно-информационный комплекс, содержащий электронную документацию, снабжённую трёхмерными интерактивными иллюстрациями. Для реализации проекта был приглашён программист Антон Чижов. Интерактивная составляющая проекта позволяла наблюдать сборку и разборку сложных узлов авиалайнеров и снизила опасность ошибки инженеров Boeing при обслуживании самолётов.

## Основатели и ключевые сотрудники
- Георгий Пачиков — основатель и исполнительный директор[9].

## История компании
- 2000 — Основание компании Parallel Graphics Limited
- 2001 — Начало сотрудничества с Boeing, в 2006 году технология виртуальных руководств компании ParallelGraphics стала основой для нового продукта компании Boeing — Maintenance Performance Toolbox[10]
- 2005 — Выпущена первая версия редактора для создания интерактивных руководств и каталогов деталей
- 2005 — Начало сотрудничества с Европейским космическим агентством. Разработка решения для создания 3D-тренингов для астронавтов[11]
- 2011 — Компания становится технологическим партнёром Siemens PLM. Начинается интеграция программных продуктов Cortona3D и PLM-cистемы Teamcenter® от Siemens PLM[12]
- 2012 — Начало сотрудничества с компанией КАМАЗ, программные продукты Cortona3D используются для создания эксплуатационной документации[7]
- 2016 — Начало партнёрства с компаниями, разрабатывающими решения для дополненной реальности, Bosch Automotive Service Solutions и RE’FLEKT[13][14].

## Продукты
Основным программным продуктом является RapidAuthor — средство для разработки 2D/3D эксплуатационной документации на основе существующих CAD- и PLM- данных. RapidAuthor позволяет работать с 3D-моделью, текстом, автоматически создавать 2D-иллюстрации из 3D-моделей. Пользователи могут одновременно создавать интерактивные 3D/2D публикации для веб-порталов и традиционные публикации в PDF. Обеспечивается поддержка отраслевых и международных стандартов создания документации: S1000D, ATA, DITA.